# El beso de la mujer araña (película de 1985)
El beso de la mujer araña (en inglés: Kiss of the Spider Woman; en portugués: O Beijo da Mulher Aranha) es una película brasileña-estadounidense independiente dramática de 1985 dirigida por el cineasta brasileño de origen argentino Héctor Babenco, y adaptada por Leonard Schrader de la novela homónima del escritor argentino Manuel Puig (que había escrito también una adaptación al teatro). La película contó con William Hurt, Raúl Juliá y Sonia Braga en protagónicos principales.
Se basa en dos personas presas en una penitenciaría de Brasil; uno que se denomina a sí mismo «marica» (faggot en el guion original) apolítico, que se percibe como mujer, y un preso político de izquierda heterosexual y homófobo. 
La película se estrenó en el Festival de Cine de Cannes de 1985, donde Hurt ganó el premio al Mejor Actor y Babenco fue nominado a la Palma de Oro, y se estrenó en los Estados Unidos el 26 de julio de 1985. Recibió elogios generalizados de la crítica; Hurt ganó el Premio Oscar y el Premio BAFTA al Mejor Actor, y la película recibió otras tres nominaciones al Oscar, incluida la de Mejor Película (obtuvo el galardón Out of Africa). En noviembre de 2015, el film entró en el puesto 61 de la lista de la Asociación Brasileña de Cine (Abraccine) con las 100 mejores brasileñas hechas en el país.

## Sinopsis
La película se centra en el diálogo entre dos personas presas muy diferentes que comparten una celda durante la dictadura militar brasileña: el prisionero político de izquierda Valentín Arregui (Raúl Juliá), y un «marica» (faggot) homosexual que se autopercibe mujer, que cumple una condena por corrupción de menores, Luis Molina (William Hurt).
Molina pasa el tiempo contando los recuerdos de una de sus películas favoritas, un thriller romántico de la Segunda Guerra Mundial que es una película de propaganda nazi, sobre una cantante francesa que decide traicionar a su patria por amor a un oficial alemán de ocupación. Entrelaza los personajes en una narración destinada a reconfortar a Valentín y distraerlo de la dura realidad del encarcelamiento político y la separación de su amante, Marta (Sônia Braga), a quien todavía ama. Valentín le abre su corazón, y a la vez anima a Molina a respetarse a sí mismo y le abre las puertas al compromiso político. A pesar de que Valentín se enfrenta a Molina por su visión superficial del cine y sus romances irreales, surge una amistad entre el soñador y el activista político.
A medida que la historia se desarrolla, se revela que Molina ha sido chantajeado por el director de la cárcel para ganarse la confianza de Arregui, para que éste le revele información sobre el grupo revolucionario al que pertenece, a cambio de comida y la posible libertad condicional. Sin embargo, Molina ha comenzado a desarrollar genuinos sentimientos románticos por Arregui. Cuando Molina se declara enamorado de Valentín, la consumación física de ese amor se produce en la última noche de Molina en prisión. La policía secreta le concede la libertad condicional por sorpresa. Valentín le da a Molina un número de teléfono y un mensaje para sus compañeros. Al principio, Molina se niega a aceptar, temiendo las consecuencias de la traición, pero cede y se despide de Valentín con un beso.
Ya fuera de la cárcel, Molina llama al teléfono y se organiza una reunión con el grupo revolucionario. Sin embargo, la policía secreta ha estado vigilando a Molina y aparece en la cita, con lo que se produce un tiroteo en el que los revolucionarios le disparan a Molina. Mientras vaga por las calles herido, la policía secreta lo atrapa y le exige el número de teléfono, pero Molina se niega y muere sin decir una palabra. Por orden del jefe de policía, los policías tiran el cuerpo de Molina a un pozo de basura y fabrican una historia sobre su muerte y su presunta colaboración revolucionaria.
En la cárcel, Valentín recibe tratamiento tras ser torturado. Después de que un médico comprensivo arriesgue su trabajo administrándole morfina para ayudarle a dormir, Valentín sueña que se encuentra en una idílica isla tropical con Marta.

## Reparto
| Actor            | Personaje                                                 |
| ---------------- | --------------------------------------------------------- |
| William Hurt     | Luis Molina                                               |
| Raúl Juliá       | Valentín Arregui                                          |
| Sônia Braga      | Leni Lamaison / Marta / Mujer araña                       |
| José Lewgoy      | Director de la prisión                                    |
| Milton Gonçalves | Policía homófobo                                          |
| Míriam Pires     | Madre de Molina                                           |
| Nuno Leal Maia   | Gabriel, amigo de Molina                                  |
| Fernando Torres  | Américo                                                   |
| Patricio Bisso   | Greta                                                     |
| Herson Capri     | Werner                                                    |
| Denise Dumont    | Michelle                                                  |
| Nildo Parente    | Líder de la Resistencia francesa en la película de Molina |
| Antônio Petrin   | Clubfoot, miembro de la Resistencia                       |
| Wilson Grey      | Flunky, compañero de Clubfoot                             |
| Miguel Falabella | Teniente                                                  |

## Producción

### Guion
El productor David Weisman es más conocido como el hombre que hizo posible «El beso de la mujer araña», película que abrió la brecha de lo que hoy se conoce como “cine independiente”. De paso por Buenos Aires, donde estuvo entrevistando a familiares y amigos de Manuel Puig para un documental en proceso, Weisman evocó para la revista Radar su relación con el escritor argentino, lanzó una inesperada primicia y reconstruyó el backstage de una película mítica, capaz de flirtear dos años con la catástrofe, sobrevivir a todo y llevarse un Premio Oscar de la Academia.
En San Pablo, Brasil, en la suite del hotel Maksoud Plaza que usaba a modo de oficina, donde Babenco presentó por fin a Puig con Weisman, y terminó de sellar la alianza que alumbraría una bella amistad y una película atípica, ajena a todos los moldes de producción de la época. Weisman entró a la suite y sorprendió a Puig (no a Babenco) mostrándole a Sonia Braga cómo tenía que interpretar a Leni, la cantante de la película nazi incluida en El beso... (“Le decía que llevara las manos al costado de la cabeza y pensara en un dolor de hígado”), el film recién estaba en proceso de preproducción, pero llevaba más de un año tratando de nacer, período a lo largo del cual había acumulado tantos vaivenes y contratiempos que ya parecía viejo. Weisman, que era su productor, los había vivido todos.
El director brasileño Arnaldo Jabor le había presentado a Babenco a principios de 1982, en Los Ángeles, donde Babenco, aprovechando un tour de promoción de Pixote, que acababa de ganar el Premio de la Crítica de Nueva York, intentaba vender algunos proyectos. Uno era una película de aventuras en el Amazonas a fines del siglo XIX, basada en una novela de Marcio Souza. El otro, una adaptación de la novela de Puig, El beso de la mujer araña, publicada en España en 1976 y traducida al inglés en 1979. El problema, dijo Babenco, era que Puig se negaba a vender los derechos, pero aceptó.
Babenco estaba en Los Ángeles, así que lo llamo a Leonard Schrader y se reunieron con Weisman, quien comentó: "Los tres en lo de Leonard, leyendo el guion y traduciéndolo para Héctor, hasta que al cabo de, no sé, unas muy pocas páginas, todos empezamos a reír, a reír sin parar, y en un momento ya no sabemos si nos reímos o estamos llorando. Nunca terminamos de leerlo. Creo que incluso nunca llegó a manos de Manuel Puig. Era un guion imposible. Un chiste. Lancaster había escrito... La jaula de las locas”.
Weisman sostiene que, por extraño que parezca, El beso de la mujer araña nunca fue considerada una película gay. The Advocate, el house organ nacional de la comunidad homosexual, cubrió el estreno con una reseña incisiva y algunos artículos de apoyo, entre ellos una larga entrevista con Puig; eso fue todo. A principios de los noventa, cuando lanzó su número especial dedicado a Lo Gay en Hollywood (temas y personajes homosexuales retratados en la pantalla a lo largo de la historia de la industria cinematográfica), El beso de la mujer araña brillaba por su ausencia en la lista de los cien más memorables. “Sin embargo –dice Weisman–, el viernes de julio de 1985 en que se estrenó, en que literalmente estalló ante el público, todos los diarios de los Estados Unidos lucían en sus primeras planas el mismo titular: ‘Agoniza Rock Hudson’. El último papel que le tocó a Hudson en la vida fue el de mártir gay, el que le toca desempeñar a Molina en la película (aunque Puig escribió su novela a mediados de los años setenta, cuando el SIDA ni siquiera era una profecía paranoica). Ese día, a las once de la mañana, todas las señoras del East Side parecían haberse reunido allí, en esa larga cola que salía de la boletería del cine, con las bolsas de Bloomingdales colgadas de un brazo y el diario plegado debajo del otro, esperando el comienzo de la primera función, enfermas de preocupación por la suerte de sus hijos gays. Pero, ¿quién podía conocer la conexión entre El beso de la mujer araña y la agonía de Rock Hudson? Sólo el zeitgeist”.
Todo se caía a pedazos. Babenco volvió a Brasil furioso, maldiciendo a los Estados Unidos por el año de vida que había perdido. Lo único que quedaba, a esa altura del partido, eran las 118 páginas del meticuloso guion de Schrader (en las que Puig, por otra parte, no veía la hora de meter mano) y el entusiasmo con que las había leído Raúl Juliá, por entonces más un actor de teatro que de cine, en quien Babenco había pensado para reemplazar a Gere y, sobre todo, harto de la cacofonía anglófona, “para tener a alguien latino con quien poder hablar”.

### Casting
Weisman, que paliaba el déficit de anglofonía de Babenco con un impecable portugués aprendido de algún clásico del cine brasileño, había oído hablar de Puig, pero no había leído la novela. Escuchó con atención el “resumen perfecto” que le recitó Babenco y de puro porfiado le preguntó a qué actores veía en esos dos personajes que Puig había decidido encerrar en la celda, Molina (el homosexual) y Valentín (el guerrillero). “Burt Lancaster y Richard Gere”, contestó Babenco.
Ésos fueron los nombres que Weisman, después de repetir la sinopsis de la novela, tiró “un poco para bluffear, al estilo vendedor de autos”, en una reunión con George Burn y Ben Benjamin, los ejecutivos de una agencia de Hollywood que aspiraba a representar a Babenco. “Y Benjamin –un señor elegante, de pelo plateado, muy vieja guardia– dice: ‘Qué interesante: yo soy el agente de Burt Lancaster, y sé que Burt lleva años buscando un papel como éste. ¿Por qué no me alcanzan la novela?’. Dos días después, Lancaster llama por telefono a Weisman en un tono eufórico, con la novela en la mano, toda subrayada, y dice: ‘Esto es una obra maestra’.”
El agente de Raúl Juliá, ya contratado como suplente de Gere, le había pasado el guion a su socio armenio, Gene Parseghian, y le había contagiado el entusiasmo de su cliente. Parseghian lo leyó, llamó a Weisman y, después de confesarle que era el mejor guion que había leído en los últimos diez años, le ofreció uno de los clientes más encumbrados de su cartera: William Hurt. Weisman rechazó con cortesía la oferta: Lancaster seguía en el proyecto y el perfil de Hurt, que con Cuerpos ardientes, la ópera prima de Lawrence Kasdan, acababa de revelarse como el nuevo duro sexy de Hollywood, no parecía muy en sincro con las delicadezas del personaje de Molina. “Pero David –había objetado Babenco al enterarse del ofrecimiento–, ¡Hurt es un jugador de fútbol!”.
Una vez descartado Lancaster, sin embargo, Weisman levantó el teléfono y descubrió que la oferta de Parseghian seguía en pie. Hurt recibió el guion en Londres, donde terminaba de filmar Gorky Park. Weisman habló con Babenco: “Tengo una novedad –le dijo–. ¿Te acordás de William Hurt?”. “Basta, David -dijo Babenco–. ¿Otra vez con eso?” “No tenemos nada que perder. Probemos”, contestó Weisman. Y el 4 de julio de 1983, Hurt, Juliá, Weisman, Babenco y una trajeada legión de abogados y agentes se reunían en Nueva York para firmar los contratos. Las condiciones eran excepcionales. Hurt y Juliá cobrarían el mínimo fijado por el sindicato de actores: 1080 dólares por semana. Y Hurt, el actor-consuelo, el “futbolista”, el ersatz irrisorio de Lancaster, terminaría siendo una de las claves del éxito de la película.

## Antecedentes
En 1980, Manuel Puig, el autor de la novela, fue a vivir a Río de Janeiro y, en 1985, el director Héctor Babenco decidió llevar la obra al cine. Al principio del proyecto, Puig se mostró en desacuerdo con la elección de los actores. Le parecía que Juliá era demasiado mayor para interpretar a Valentín y que Hurt tenía un físico que no se correspondía con el del cuarentón Molina. Cuando vio la película quedó muy decepcionado; pero en el estreno le pareció que podría funcionar, y así fue. Luego hicieron una adaptación de la obra en forma de comedia musical de gran éxito para Broadway, una ópera con música del alemán Werner Henze y una obra de teatro escrita por Puig.

## Recepción

### Crítica
La película obtuvo críticas mixtas; en su mayoría, positivas. 
Roger Ebert del Chicago Sun-Times le dio cuatro estrellas de cuatro y comentó "Cuenta una de esas historias inusuales y fascinantes en las que parece suceder una cosa mientras lo que sucede es otra (...)". 
Carlos Boyero de Diario El Mundo mencionó: "Hurt alcanza el cielo con su maravillosa interpretación de un encarcelado y fabulador homosexual en esta plana adaptación de la excelente novela de Puig". 
Michael Wilmington de Chicago Tribune escribió: "Uno de los dramas carcelarios más intrigantes que se hayan visto nunca en una película".
El narrador y poeta mexicano, Juan C. Bautista, refirió que desde su aparición la novela de Puig causó indignación, por abordar un tema tabú en tiempos de la dictadura militar en Argentina y por mostrar la persecución y la violencia hacia los homosexuales. Además, recalcó que los protagonistas fueron dos tipos que no eran bien vistos en el país sudamericano en aquel lejano 1976, recordó el fundador de Opus Gay.

### Premios y nominaciones
El actor William Hurt fue ganador en los Premios Oscar al Mejor Actor y la película fue nominada a otras tres candidaturas; Mejor Película, Mejor guion adaptado y Mejor Director para Héctor Babenco. Hurt también fue galardonado en los Premios BAFTA y en el Festival de Cannes, entre otros reconocimientos por su exigente interpretación. Tanto Hurt como Raúl Juliá recibieron el galardón como Mejor Actor en el National Board of Review y ambos fueron nominados como Mejor Actor de Drama en los Premios Globos de Oro.
| Premio                         | Categoría               | Nominado/a                | Resultado |
| ------------------------------ | ----------------------- | ------------------------- | --------- |
| Premios Oscar                  | Mejor Película          | David Weisman             | Nominado  |
| Premios Oscar                  | Mejor Director          | Héctor Babenco            | Nominado  |
| Premios Oscar                  | Mejor Actor             | William Hurt              | Ganador   |
| Premios Oscar                  | Mejor Guion Adaptado    | Leonard Schrader          | Nominado  |
| Premios BAFTA                  | Mejor Actor             | William Hurt              | Ganador   |
| Premios Globos de Oro          | Mejor Película de Drama | David Weisman             | Nominado  |
| Premios Globos de Oro          | Mejor Actor de Drama    | William Hurt              | Nominado  |
| Premios Globos de Oro          | Mejor Actor de Drama    | Raúl Juliá                | Nominado  |
| Premios Globos de Oro          | Mejor Actriz de Reparto | Sônia Braga               | Nominada  |
| Independent Spirit Awards      | Premio especial         | El beso de la mujer araña | Ganadora  |
| 1986 Premio David di Donatello | Mejor Actor Extranjero  | William Hurt              | Ganador   |

### Festivales de Cine
| Festival                                 | Categoría                                  | Resultado                 | Resultado |
| ---------------------------------------- | ------------------------------------------ | ------------------------- | --------- |
| Festival de Cannes                       | Mejor interpretación masculina             | William Hurt              | Ganador   |
| Festival de Cannes                       | Palme d'Or                                 | Héctor Babenco            | Nominado  |
| 1985 Seattle International Film Festival | Golden Space Needle                        | El beso de la mujer araña | Ganadora  |
| Tokyo International Film Festival        | Premio especial del jurado                 | Héctor Babenco            | Ganador   |
| SESC Film Festival                       | Premio de la audiencia a la mejor película | Héctor Babenco            | Ganadora  |

### Premios de la crítica
| Premio                               | Categoría           | Nominado                  | Resultado |
| ------------------------------------ | ------------------- | ------------------------- | --------- |
| National Board of Review             | Mejor Actor         | William Hurt              | Ganador   |
| National Board of Review             | Mejor Actor         | Raul Julia                | Ganador   |
| National Board of Review             | Top 10 películas    | El beso de la mujer araña | Ganadora  |
| National Society of Film Critics     | Mejor Actor         | William Hurt              | Nominado  |
| Los Angeles Film Critics Association | Mejor Actor         | William Hurt              | Ganador   |
| New York Film Critics Circle         | Mejor Actor         | William Hurt              | Nominado  |
| London Film Critics' Circle          | Mejor Actor del añi | William Hurt              | Ganador   |